# کال اندرسون
کالوین بروس اندرسون (Calvin Bruce Anderson) (زاده ۲ می ۱۹۴۸ – درگذشت ۴ اوت ۱۹۹۵)، افسر نظامی و سیاستمدار آمریکایی بود که به عنوان یکی از اعضای مجلس سنای ایالت واشینگتن در ۱۹۹۵ به عنوان نماینده منطقه ۴۳، خدمت می‌کرد. او یکی از اعضای حزب دموکرات بود و قبل از آن از ۱۹۸۷ تا ۱۹۹۵ به عنوان عضو مجلس نمایندگان واشینگتن خدمت کرد و اولین عضو آشکار همجنس‌گرای مجلس قانونگذاری ایالت واشینگتن بود.
اندرسون در سیاتل، واشینگتن متولد شد و در دبیرستان فاستر درس خواند. وی در سنین جوانی وارد سیاست شد و برای کمپین شورای شهر پدرش و کمپین سنای وارن مگنوسون کار می‌کرد. پس از پایان مدرسه، به ارتش ایالات متحده پیوست و به عنوان گزارشگر دیوان، برای لشکر ۲۳ پیاده‌نظام مشغول به کار شد. همجنس‌گرایی او در زمان سربازی برای والدینش آشکار شد.
او برای چندین مقام شهر سیاتل کار کرد و سمت‌هایی در میان دموکرات‌های جوان و حزب دموکرات ایالت واشینگتن داشت. در ۱۹۸۷، او برای پر کردن صندلی خالی نمایندهٔ مجلس ایالتی، جنیس نیمی، انتخاب شد و در زمان حضور خود و همچنین در انتخابات مقدماتی دموکرات‌ها، با حملات ضد همجنس‌گرایی از سوی یکی از اعضای قانونگذار ایالتی، مواجه شد. اندرسون تا زمان وفاتش بر اثر ایدز در ۱۹۹۵، مدت کوتاهی در سنای ایالت، جاییکه دستیار اکثریت ویپ بود، خدمت کرد. هزاران نفر در مراسم یادبود او شرکت کردند و بعدها پارکی در سیاتل به نام او نامگذاری شد.

## اوایل زندگی و تحصیلات
کالوین بروس اندرسون در ۲ می ۱۹۴۸ در خانوادهٔ رابرت و آلیس اندرسون در سیاتل، واشینگتن، به دنیا آمد. او در دوران راهنمایی برای فعالیت در کمپین وارن مگنوسون برای کسب یک جایگاه در سنای ایالات متحده داوطلب شد. او برای کمپین موفقیت‌آمیز پدرش برای یک جایگاه در شورای شهر توکویلا، واشینگتن که با چهار رأی به دست آمد نیز فعالیت کرد. اندرسون در ۱۹۶۶ از مدرسه فاستر فارغ‌التحصیل شد.

## حرفه

### ارتش
اندرسون در ارتش ایالات متحده به عنوان گزارشگر دادگاه برای لشکر ۲۳ پیاده‌نظام خدمت می‌کرد. در زمان خدمتش در ارتش، او دو ستاره برنزی را برای کار به عنوان گزارشگر اصلی دادگاه در جریان پژوهش‌های قتل‌عام مای‌لای دریافت کرد. در زمان محاکمه ارنست مدینه، او به عنوان گزارشگر ارشد دادگاه خدمت کرد. او تا ۱۹۷۳ در ارتش خدمت کرد. در دوران سربازی و قبل از فوت پدرش در ۱۹۷۱، به عنوان همجنس‌گرا برای والدینش شناخته شد. مادرش می‌گفت «این برای من آزاردهنده نیست؛ من حتی به آن فکر هم نمی‌کنم. من نمی‌توانم بفهمم که چرا مردم نمی‌توانند زندگی کنند و اجازه دهند دیگران نیز زندگی خودشان را بکنند». اندرسون اظهار داشت که او یک بار در همجنسگرایی گرفتار شده بود، اما از طرف فرمانده فقط یک توبیخ کوتاه به او داده شد و گفت: «اکنون، برای من مهم نیست مردم در زمان خود چه می‌کنند، اما ارتش چنین احساسی ندارد، بنابراین در آینده، بیشتر احتیاط کنید».

### سیاست
اندرسون پس از فارغ‌التحصیلی از مدرسه، برای ژانت ویلیامز، رئیس حزب دموکرات شهرستان کینگ شروع به فعالیت کرد. او در ۱۹۶۸، به عنوان منشی دموکرات‌های جوان شهرستان کینگ جنوبی منصوب شد. اندرسون از ۱۹۷۵ تا ۱۹۸۳ برای جورج بنسون، یکی از اعضای شورای شهر سیاتل، به عنوان دستیار اداری کار کرد. او در ۱۹۸۳ منشی انتصابات شهردار، چارلز رویر شد و تا ۱۹۸۷ برای او کار کرد. او یکی از اعضای کمیته مرکزی حزب دموکرات ایالت واشینگتن و دبیر کمیته در طول دههٔ ۱۹۸۰ بود.

### مجلس قانونگذاری واشینگتن

#### انتخابات
جیم مک درموت، سنای ایالت واشینگتن را در ۱۹۸۷ ترک کرد تا در سرویس خارجی ایالات متحده مشغول به کار شود. جای خالی مک درموت در مجلس سنای ایالت توسط جنیس نیمی، پر شد. اندرسون بیشترین رأی یعنی، پنجاه و یک رأی از صد و شانزده رأی، در جلسه نمایندگان حوزه را به دست آورد تا جایگاه خالی ناحیه ۴۳ که با استعفای جنیس نیمی از مجلس نمایندگان واشینگتن برای پیوستن به سنای ایالت ایجاد شده بود، را پر کند. او یکی از سه نامزد لیست ارائه شده در کنار هاروی ماگی که جایگزین پت تیبودو شد و جین پترسون بود. او برای پرکردن جای خالی انتخاب شد و به‌طور رسمی اولین عضو همجنس‌گرای مجلس قانونگذاری ایالت واشینگتن شد.
در زمان انتخابات ۱۹۸۸، اندرسون با چالش اصلی دبرا ویلسون موبلی که منشی شورای شهر سیاتل بود، مواجه شد. او در یک کمپین تبلیغاتی از موبلی پرسید: من می‌توانم صادقانه به چشمان فرزندانمان نگاه کنم و بپرسم «کدام کاندیدا الگوی خوبی برای پیروی است؟ ضد همجنس‌گرایی یا همجنس‌گرا بودن». او در انتخابات مقدماتی موبلی را شکست داد و بر لی کارتر نامزد جمهوری‌خواه نیز در انتخابات عمومی غلبه کرد. در انتخابات ۱۹۸۸، اد موری که بعدها در مجلس ایالتی و همچنین به عنوان شهردار سیاتل خدمت می‌کرد، مدیر کمپین اندرسون بود.
اندرسون در انتخابات مقدماتی دموکرات‌ها در ۱۹۹۰ موبلی و گری ای جیکوبز را شکست داد و نامزد جمهوری‌خواه، جیمز آلونزو را نیز در انتخابات عمومی شکست داد. او در انتخابات ۱۹۹۲ نامزد جمهوری‌خواه، مایک مینن را شکست داد. اندرسون پس از اینکه، نیمی در ۱۹۹۴ بازهم در انتخابات شرکت نکرد، برای کسب یک جایگاه در سنای ایالت نامزد دموکرات‌ها شد و نامزد جمهوری‌خواه، مینن را در انتخابات عمومی شکست داد.

#### دورهٔ تصدی
پس از اینکه تاد برای کسب جایگاه در مجلس سنای ایالت موفق نشد، اندرسون به عنوان رئیس کمیته دولت ایالتی، جایگزین مایک تاد شد. اندرسون به عنوان نایب رئیس اکولوژی و پارک‌ها، کمیته‌های قانون و عدالت در سنای ایالت منصوب شد. او همچنین به عنوان دستیار اکثریت ویپ خدمت کرد.
سناتور، ای ال راسموسن که از مخالفان حقوق همجنس‌گرایان بود، ادعا می‌کرد که اندرسون به خاطر تهدید به مرگ علیه او مقصر بوده‌است، زیرا او دربارهٔ همجنس‌گرا بودن خود «با غرور حرف می‌زند». اندرسون به عنوان سخنران اصلی در رژهٔ افتخار سوم مارس همجنس‌گرایان، لزبین‌ها، دوجنس‌گرایان و تراجنسیتی‌ها در ۱۹۹۴ شرکت کرد.

## وفات و میراث
اندرسون اغلب به دلیل ابتلا به لنفوم غیر هوچکین در مجلس سنای ایالت غایب بود. چون حزب دموکرات، تنها با اندرسون دارای یک جایگاه اکثریت در سنای ایالت بود، آن‌ها به یک تساوی در سنای ایالت تبدیل شده بودند که چندین بار به حزب جمهوری‌خواه اجازه داد تا با قوانین پارلمانی، قدرت را در دست بگیرد. شیمی درمانی، لنفوم غیر هوچکین را در آوریل ۱۹۹۵ نابود کرد. او به عنوان مارشال بزرگ بیست و یکمین رژه همجنس‌گرایان در سیاتل شرکت کرد، اما لخته شدن خون در پاها و ریه‌های او، مانع از حضور او در رژهٔ ماه ژوئن شد.
اندرسون در ۴ اوت ۱۹۹۵ بر اثر ایدز در خانهٔ خود در سیاتل فوت کرد. جسد او توسط شریک جنسیش، اریک ایشینو کشف شد که بعدها پرونده بزرگی از تهدیدهای مرگ علیه اندرسون را نیز کشف کرد. حدود ۲۰۰۰ نفر در مراسم یادبود اندرسون در کلیسای جامع سنت جیمز شرکت کردند. تیبودو برای پر کردن جای خالی ایجاد شده در اثر مرگ اندرسون، منصوب شد و باقی‌مانده دورهٔ او را که تا ۳۱ دسامبر ۱۹۹۸ ادامه داشت، پر کرد. در ۱۹ آوریل ۲۰۰۳، سیاتل، پارک کال اندرسون را به نام اندرسون نامگذاری کرد و این پارک در ۲۴ سپتامبر ۲۰۰۵ افتتاح شد.

## مواضع سیاسی

### مجازات اعدام
اندرسون قانونی را به مجلس ایالتی پیشنهاد کرد که اعدام افراد کم‌توان ذهنی را که به عنوان افرادی با بهره هوشی مساوی یا کمتر از هفتاد تعریف می‌شوند، ممنوع می‌کرد. در ۱۹۹۵، مجلس سنای ایالت با چهل و پنج رأی موافق و سه رأی مخالف، برخلاف رای اندرسون، قانونی را تصویب کرد که روش اصلی اعدام در واشینگتن را به جای حلق‌آویز کردن، به تزریق مرگبار تبدیل می‌کرد.

### اوتانازی
اندرسون قانونی را پیشنهاد داد که اجازه تجویز داروهای کشنده توسط پزشکان را برای بیمارانی که به بیماری لاعلاج مبتلا هستند، به درخواست خود بیمار می‌داد. پس از فوت اندرسون، این قانون توسط سناتور، کوین کویگلی بازگردانده شد.

### انتخابات‌ها
اندرسون از قوانینی در مجلس ایالتی حمایت کرد که به‌طور خودکار، هر وقت شخصی برای دریافت گواهینامه رانندگی یا تمدید آن درخواست می‌داد، برای رأی دادن نیز ثبت نام می‌شد. اندرسون در ۱۹۹۱ از قوانینی حمایت کرد که بر اساس آن، واشینگتن از ۱۹۹۲ از اولویت اولیه برای ریاست جمهوری استفاده می‌کرد. در ۱۹۹۱، او به شکایتی پیوست که از ستره دادگاه عالی واشینگتن خواسته بود تا با انجام یک پیشنهاد رأی‌گیری در آن محدودیت‌های دوره برای فرماندار، اعضای کنگره ایالات متحده و اعضای مجلس قانونگذاری ایالتی را غیرقانونی اعلام کند.

### حقوق همجنس‌گرایان
در طول حضور اندرسون در مجلس قانونگذاری ایالتی، او هجده بار قانون حقوق همجنس‌گرایان را تا زمان مرگش در ۱۹۹۵ معرفی کرد. او در مجلس ایالتی از قوانینی حمایت کرد که به همجنس‌گرایان اجازه می‌داد شکایت‌هایی را دربارهٔ تبعیض‌های مسکن، استخدام یا بیمه، به کمیسیون حقوق بشر واشینگتن ارائه کنند. پس از اصلاحیه‌ای که برای ممنوعیت «آموزش یا ترویج همجنس‌گرایی به عنوان سبک زندگی سالم» در کالج‌های عمومی انجام شد، اندرسون بیان کرد که این پیشنهاد رأی‌گیری، آزادی آکادمیک را تهدید می‌کند.